# Козирєв Микола Кузьмич
Микола Кузьмич Козирєв (7 квітня 1938, Заболотне Бєлиницького району Могильовської області, Білорусь — 21 лютого 2022, Вишгород Київської області) — український правозахисник, філософ, громадсько-політичний діяч, народний депутат ВР СРСР, делегат I З’їзду народних депутатів СРСР (1989—1991).

## Життєпис
Народився  7 квітня 1938 року в селі Заболотне Бєлиницького району Могильовської області Білорусі, білорус.  Його батько загинув у радянсько-фінській війні в 1940 році.
1955 закінчив середню школу, у 1958 році закінчив гірничий технікум у Красному Лучі Луганської області.
1958—1961 перебував на строковій службі в радянській армії.
Після демобілізації працював за фахом у шахті гірничим майстром.
У 1970 році закінчив філософський факультет Ростовського університету. 
Працював викладачем філософії. Після розстрілу шахтарів у Новочеркаську в 1962 році Козирєв розклеїв на будівлі КДБ антирадянські листівки. Після переслідувань КДБ позбавлений викладацької роботи у вищому навчальному закладі.
Після того працював викладачем технічних та спеціальних дисциплін в професійно-технічних училищах.
У 1989 році Микола Козирєв виграє вибори в Красному Лучі і стає депутатом I З'їзду народних депутатів СРСР. Був членом Міжрегіональної депутатської групи. Працював як правозахисник: у Комітеті з боротьби з організованою злочинністю й у Комісії з питань привілеїв і пільг — був заступником голови комісії. Зокрема, займався в рамках програми захисту прав потерпілих під час ядерних іспитів і під час розстрілу робітників у Новочеркаську в 1962 р.
У 1997 заснував Луганський громадський комітет захисту конституційних прав і свобод громадян і був його незмінним керівником.
Микола Козирєв був одним із засновників Української Гельсінської спілки з прав людини, неодноразово був членом Правління спілки і один дворічний термін — головою Правління.
Після початку російсько-української війни Микола Козирєв з дружиною Людмилою Олександрівною переїжджає до Києва, вони знімають квартиру, потім поселяються у Вишгороді. Від того часу головною справою стає допомога внутрішнім переселенцям.
Є автором понад 200 публікацій на теми захисту прав людини в різних виданнях Луганської області, України та іноземних виданнях.
Прощання з Миколою Козирєвим відбулося 23 лютого 2022 року в храмі Великомученика Пантелеймона у Вишгороді.

## Публіцистика
Абортивний час Януковича, або Чому я не пішов на вибори.
Нелюдське, занадто нелюдське.
Влада Homo Donetskus?
Пане президент, так хто ж убив Геннадія Конопльова?
Діалектика права і метафізика свавілля.
Про «еліти», рабів і людину праці.
60 років без (?) Сталіна
Спіраль поразок.